# Graniczna Placówka Kontrolna Muszyna
Graniczna Placówka Kontrolna Muszyna – zlikwidowany pododdział Wojsk Ochrony Pogranicza wykonujący kontrolę graniczną osób, towarów i środków transportu bezpośrednio w przejściach granicznych na granicy z Czechosłowacją
Graniczna Placówka Kontrolna Straży Granicznej w Muszynie – zlikwidowana graniczna jednostka organizacyjna Straży Granicznej wykonująca kontrolę graniczną osób, towarów i środków transportu bezpośrednio w przejściach granicznych na granicy z Czechosłowacją/Republiką Słowacką.

## Formowanie i zmiany organizacyjne
W październiku 1945 Naczelny Dowódca WP nakazywał sformować na granicy państwowej 51 przejściowych punktów kontrolnych.
Przejściowy Punkt Kontrolny Muszyna nr 32 powstał w 1945 jako punkt drogowy III kategorii o etacie nr 8/12 . Obsada PPK składała się z 10 żołnierzy i 1 pracownik cywilny. Rozformowany jesienią 1946.
Graniczna Placówka Kontrolna Muszyna sformowana została w 1948 według etatu nr 7/12 kategorii C kolejowy
 o numerze 62.
Następnie przeformowana na etat 7/53 i przemianowana na Graniczną Placówkę Kontrolną Ochrony Pogranicza Muszyna.
W 1948 pododdział przekazany został do Ministerstwa Bezpieczeństwa Publicznego.
W 1950 przeformowana na etat 096/24 kolejowe.
W 1952 graniczna placówka kontrolna włączona została w etat nr 352/11 23 Brygady WOP.

## Komendanci/dowódcy granicznej placówki kontrolnej
- por. Józef Lis (do 1951)
- ppor. Jan Pietraszewski (do 1954)
- por. Lucjan Duda (do 25.08.1954)
- ppor. Witold Obiała (od 25.08.1954)
- Antoni Lorenc (1.04.1967[i]–1.05.1987[j])[4].

Tadeusz Jarmoliński wymienia następujących dowódców placówki:
- kpt. Szczepaniak
- kpt. Zdzisław Jeziak
- ppłk Antoni Lorenc
- kpt. Leszek Serek
- mjr Jan Homiak.